# Diplazium verapax
Diplazium verapax là một loài thực vật có mạch trong họ Woodsiaceae. Loài này được (Donn. Sm.) Hieron. miêu tả khoa học đầu tiên năm 1917.